# Rosamygale grauvogeli
Rosamygale grauvogeli és l'única espècie del gènere extint Rosamygale, aranyes migalomorfes de la família dels hexatèlids. És l'aranya migalomorfa més antiga i l'ancestre més antic que es coneix de les actuals taràntules. Va ser descrit per Selden i Gall l'any 1992.
Es coneixen deu exemplars trobats a la part nord del departament dels Vosges, al nord-est de França. Les característiques dels sediments indiquen que vivien en llocs costaners semiàrids.
En el manga One Piece, al capítol 998, es revela que el personatge Black Maria té el poder de convertir-se en aquesta espècie.